# 贾履上
贾履上，字季超，号云阶。江苏上海县（今属上海市）人。

## 生平
岁贡生出身，太常寺典簿衔，就职训导。1855年清廷镇压小刀会起义重据上海县城后，主持“善后局务”。1860年太平军进向上海时，负责团防局务，进行抵抗。主张文庙西迁，复率文庙诸教习修明礼乐，为全省取则。后参与撰写同治《上海县志》。参与修光绪《松江府续志》。著有《性理辑要》、《怀新堂集》、《训蒙诗选》、《夕阳介寿集》、《小蓬莱唱和集》、《湖山展墓诗》、《丹凤楼重修记》等。